# Orangeblood
『Orangeblood』（オレンジブラッド）は、Grayfax Softwareが開発し、PLAYISMがローカライズ及び販売を担当したインディーズゲーム。

## 概要
ニュー・コザと呼ばれる架空の人工島を舞台に、主人公の少女達がやくざやマフィアと銃撃戦を繰り広げるハック＆スラッシュ要素を含んだコマンド式のRPG。開発はGrayfax SoftwareのGrayfaxがほぼ一人で行っており、音楽のみPLAYISMに制作を依頼している。開発には『RPGツクールMV』が使われている。
2017年6月にTwitter上でゲームのスクリーンショットが公開された。Grayfaxはインタビューにおいて、スクリーンショット公開時点ではフリーゲームとしての公開を予定していたが、買い上げや出資を望む思いもあり、先の公開から約半年後にPLAYISMからオファーがあったと語っている。なお、その後にPLAYISM以外からもオファーが来たが全て断ったという。また影響を受けた作品として『グランド・セフト・オートシリーズ』『Borderlands』の2つを挙げている。

## ストーリー
プロローグ
裏家業を営む少女ヴァニラは仕事のミスでコロラド州連邦刑務所に収監されていた。ヴァニラはCIAのエージェント・アイスマンから釈放と報酬を対価として、人工島ニュー・コザにある閉鎖区域の調査を依頼される。ニュー・コザはヴァニラの故郷だった。依頼を受けたヴァニラは行き先のアテとして、昔の知り合いであるケンジの妹マチコに連絡を取る。マチコは自分の兄が世話になった恩からヴァニラの来訪を歓迎する。しかし久方ぶりに訪れたニュー・コザではホテルサンライズを拠点とするロシア人マフィアが幅を利かせており、マチコの兄が経営していたクラブ・シャングリラも不法占拠されていた。ヴァニラはマチコに代わってクラブを占拠していたロシア人マフィアを成敗し、見返りとしてマチコの協力を取り付け、またクラブの一室を拠点として提供してもらう。
閉鎖区域 Tier1～社交街
ヴァニラは知り合いのハッカーで電子機器店を経営しているディズのもとへ行き、閉鎖区域に入るためのセキュリティ・キーを発行してもらう。ヴァニラは閉鎖区域の調査を行うが、Tier2へ続く扉はクラスBのセキュリティにより開かない。ヴァニラはディズのもとへ戻り、キーの強化を依頼する。ディズは島の社交街で起きているやくざの揉め事に手を貸してくれれば、すぐにキーを強化するという。ヴァニラは社交街に向かい、ディズの協力者であるヤザワと会う。ヤザワは社交街の地下にある薬物の秘密工場を狙っており、工場を仕切るやくざを追い出したいと話す。ヴァニラはヤザワと共にやくざを始末し、工場の利益をヤザワと二分する契約を交わす。また契約の一環で、ヤザワが閉鎖区域の調査に手を貸してくれることになる。ヴァニラはディズのもとに戻り、強化されたキーを受け取る。
閉鎖区域 Tier2～チャイナレイクレストラン
ヴァニラは閉鎖区域の調査を再開するが、Tier3に続く扉はクラスAのセキュリティにより開かない。再びディズへの依頼を考えていたところ、当のディズから連絡が来る。ディズは島のチャイナレイクレストランを運営する中国マフィア・三合会との取引に失敗し、監禁され身動きが取れないという。ヴァニラはディズを助けるためレストランに向かう。店内に入ると、三合会の幹部であるジャッキーがヴァニラを迎える。ジャッキーはロシア人マフィアのアレクセイを始末してくれれば、見返りとしてディズを解放すると話す。ヴァニラは指示通りアレクセイを始末するが、これはヴァニラとロシア人マフィアを対立させるための策であった。ジャッキーは先の依頼は見せかけだとして、三合会のナンバー2である趙を倒してレストランを乗っ取るという本当の狙いを話し、ヴァニラに協力を促す。マフィアから身を守るために三合会に協力せざるを得ないヴァニラは渋々承諾する。二人は共に趙を倒し、レストランの金庫から趙の隠し資産を強奪する。またヴァニラと三合会が協力関係になったことで、ジャッキーが閉鎖区域の調査に手を貸してくれることになる。ディズも解放され、ヴァニラはキーを強化してもらう。
閉鎖区域 Tier3～ホテルサンライズ
ヴァニラは閉鎖区域の調査を再開する。Tier3ではおぞましいクリーチャーが徘徊しており、ヴァニラはここがただの閉鎖区域ではないことを悟る。Tier4へ進むとアイスマンから連絡が入り、アイスマンがニュー・コザへ向かう旨を伝えられ、彼の準備が整うまで閉鎖区域の調査を中断することになる。ヴァニラはクラブ・シャングリラに帰還するが、自分の不在中にクラブがロシア人マフィアに襲われ、マチコの教え子であったラッパーが殺害されたことを知らされる。ヴァニラは報復のためホテルサンライズに乗り込み、マフィアの首領である女帝を襲撃する。ヴァニラは女帝を人質にマフィアを懐柔させるさせるつもりだったが、誤って殺してしまう。ヴァニラは不穏を感じつつもホテルを後にする。
閉鎖区域 Tier4
アイスマンから連絡が入る。ヴァニラは車でアイスマンを迎えに行き、閉鎖区域 Tier4まで案内をする。閉鎖区域を進む道中、アイスマンは施設の秘密を明かす。施設はクローン人間の生産工場で、工場の研究者達はクローン技術で聖書に記された奇跡を再現しようとしていたが、その計画は頓挫したという。またアイスマンは工場のクローン技術を利用し、ナチスと取引するつもりであるとも話す。ヴァニラはアイスマンと共に施設の最奥を目指すが、そこにディズから連絡が入り、アイスマンがニュー・コザへの道中でCIAの仲間を殺害したこと、事故に見せかけ自身の死を偽装していたことを知らされる。ヴァニラはアイスマンの危険性に気付き銃を向けるが、アイスマンの起動した防御壁に阻まれる。アイスマンは巨大なセキュリティロボット・センチネルを起動し、ヴァニラを始末しようとする。しかしセンチネルはヴァニラに破壊される。観念したアイスマンは、自分はこの施設で生み出されたクローン人間で、復讐として悪党と取引し世界を破滅させようとしていたと語る。ヴァニラはアイスマンを殺害すると、遺されたクローン工場を見て思案する。
エピローグ
閉鎖区域での一件から一か月後、ヴァニラは先の騒動で殺してしまった女帝をクローン技術で蘇らせ、教育して傀儡にすることでロシア人マフィアとの衝突を回避していた。また「お楽しみ」として育てていたブッダとキリストを模したクローンがラッパーとして成熟し、クラブ・シャングリラでデビューを果たす。既にメジャー契約、TV・映画出演も決まっているといい、その盛況ぶりを「マジ神だぜ」とヴァニラが絶賛したところで物語は幕を閉じる。

## 登場人物
ヴァニラ
主人公。裏家業を営む少女。アイスマンから閉鎖区域の調査を依頼される。
マチコ
ニュー・コザに住んでいるDJ。過去の恩義からヴァニラの仕事に手を貸す。
ヤザワ
北日本共和国出身のやくざ。社交街にある薬物の秘密工場を狙っている。
ジャッキー
ニュー・コザの中国マフィア・三合会の幹部。ジャッキーは英名で本名は白蘭花。組織ナンバー2の座を狙っている。
アイスマン
CIAのエージェント。ヴァニラにニュー・コザにある閉鎖区域の調査を依頼する。

## 評価
IGN JAPANの葛西祝は本作を90年代の西海岸ヒップホップに影響を受けていると指摘し、また萌キャラとヒップホップ、サイバーパンクとヤクザなどさまざまな文化混沌が魅力のドット絵RPGと称している。長所として多様なジャンルの混沌、ハックアンドスラッシュの要素を生かしたゲームデザイン、主人公たちの会話やバトルでのキャラ立ち、スムーズなプレイアビリティの4点を挙げている。一方で短所としてメインストーリーの短さ、物語の体験作りの単調さ、バトルの最終的な戦略の狭さを挙げており、物語の体験作りがやりきれておらず、かといってハックアンドスラッシュを追求しようにも限界が見えてくるとしている。